# Шајобабоњ
Шајобабоњ (мађ. Sajóbábony) је историјски град у северној Мађарској, у жупанији Боршод-Абауј-Земплен (Borsod-Abaúj-Zemplén).

## Историја
Насеље основано у Арпадовој ери. Име насеља се први пут појављује као Бабун (вероватно лично име) у повељи из 1325. године. У почетку је припадао замку Диошђер, у власништву краљевске породице. Касније је више пута стављен под хипотеку. Такође је био у власништву породица Њари, Другет, Јаци и Ракоци. У 18. веку, када се имање Диошђера вратило круни, Бабони је поново постао власништво круне. За време турске владавине био је у саставу „хатванских санџака”. Током периода потчињавања већина становника прешла је у реформаторску веру. Иако је њихова школа радила од 1600. године, до изградње цркве дошло је тек у време Јозеф II, за време Јожефовог декрета о трпељивости. Његови становници су углавном живели од пољопривреде до почетка 20. века.
По многима, један од главних разлога зашто што је претходник „Северномађарске хемијске фабрике” (ЕМВ), „1040“ почео да се гради овде крајем 1940-их су биле огромне шуме у овим крајевима које су сакривале поглед на фабрику. Фабрика је била изграђена у време велике војне индустријске кампање за развој, и она је првобитно била војна фабрика (Нитрокемија у Балатонфузфу је практично била „матична институција“ нове фабрике, у почетку су овде радили многи инжењери и радници одатле). Хиљаде затвореника, међу њима и добар број политичких осуђеника, учествовало је у изградњи фабрике, што је вероватно било оправдано принудним темпом због избијања Корејског рата (изградња је почела 1949. године а производња је почела 1951). Са завршетком Корејског рата, производња муниције (целулозни нитрат, пешадијски и артиљеријски барут, ТНТ, нитроглицерин) је нагло опала, иако је потенцијал војне индустрије остао очуван до промене режима, постепено уступајући место делатности цивилне хемијске индустрије (сулфонамиди - фармацеутске сировине и полупроизводи -, као што су никл и кадмијум маса за пуњење алкалних батерија, полиуретани, формалдехид, термореактивне фено- и аминопласт пластике, активна средства за заштиту биља, затим средства за заштиту биља расходована, прво фосфорна киселина, затим фосфорна киселина након њихове забране, интермедијери на бази фосгена, тиолкарбамати, касније естри карбаминске киселине, деривати урее). Као резултат индустријског развоја, догодио се експлозиван развој: за новопридошле раднике и инжењере изграђено је урбано стамбено насеље, које је тако и културно и територијално оштро одвојено од села, старог пребивалишта народа Бабоња. У духу једнообразног планирања савременог стамбеног комплекса, упоредо са стамбеним зградама изграђени су школа, вртић, обданиште и спортски терени. Највећа индустријска несрећа у историји Мађарске догодила се 1979. године у Шајобабоњу, у којој је уништена фабрика ТНТ-а ЕМВ-а.
Средином 1980-их, земљиште је парцелисано на већем простору у делу села према магистралном путу, на коме су низом појединачних изградњи грађене модерне, породичне кућа, стварајући пријатну, приградску животну средину.
Од 1. јула 2009. место је опет добило статус града.

## Популација
Године 2001. 8% целокупног становништва насеља се изјаснило да је ромске националности.
Током пописа 2011. године, 83,8% становника се изјаснило као Мађари, 7,8% као Роми, 0,2% као Румуни и 2,6% као Словаци (15,1% се није изјаснило, због двојног држављанства, укупан број може бити већи од 100 %). 
Верска дистрибуција је била следећа: римокатолици 27,3%, реформисани 21,1%, гркокатолици 3,6%, неденоминациони 16,7% (31% се није изјаснило).